# دهستان نران
دهستان نران نام دهستانی در بخش مرکزی شهرستان سنندج، استان کردستان در ایران است. براساس سرشماری مرکز آمار ایران در سال ۱۳۸۵، جمعیت آن ۵۷۵۴ نفر (۱۴۰۱ خانوار) بوده‌است.